# 2024年印度尼西亞立法選舉
2024年印度尼西亞立法機構選舉於2024年2月14日舉行，是印度尼西亞第13次立法選舉，與總統選舉、地方議會選舉同日舉行，旨在改選人民協商會議（人協，兩院全體會議）全部732席。其中580席人民代表會議議員採用複數選區制，以開放式名單比例代表制選出，152席地方代表理事會議員則以不可轉移單票制選出。全體當選人將於2024年10月1日正式宣誓就職。

## 背景

### 選舉制度
本屆選舉沿用《選舉法》（2017年第7號法令）規定的選舉安排。按照該法令，總統選舉和立法機構選舉由獨立於政府的公務機構選舉委員會（選委會）籌辦，由選舉監督委員會（選監會）監察。行政失當、賄選等選舉不當行為亦由選監會裁決。選委會、選監會人員的操守問題由選舉組織人員榮譽委員會（印尼語： DKPP）審理，該委員會由7名委員組成，其中5人由政府委任，另外2人則是選委會、選監會指派的人員。
參選政黨必須是根據《政黨法》註冊的法人，設有中央黨部，在所有省區和一定數量的下級行政區設立支部，以及擁有至少1,000名黨員。登記參選時，政黨須向選委會提交行政文件，之後選委會將進行「事實驗證」程序，核證各黨的參選資格。完成上述程序後，選委會應對外公布合資格參選政黨的名單:第173—179條。
本次選舉改選人民協商會議全部732席。其中，在人民代表會議（國會）選舉中，印尼全國分為84個選區，各選區以地區直選選出3—10名議員，合共選出580名議員。每個選區均採用開放式名單比例代表制，以聖拉古法點票。按照《選舉法》第187條，選區邊界應根據議席分配、行政區劃沿革和人口數據調整，但應選名額須維持在3—10人。參選政黨必須在全國範圍內達到4%的選舉門檻，才能進入國會。地方代表理事會152名議員則採用不可轉移單票制選出，每個省區各選出4名議員。因應中巴布亞省、高地巴布亞省、南巴布亞省和西南巴布亞省於2022年建省，政府頒布特殊條例，修改巴布亞地區的議席分佈，因此本屆國會比上屆增加了5席，另外地方代表理事會比上屆增加了16個席位。未來首都努山達拉由於尚在建設，人口不足，所以在本次選舉中仍然沿用2019年的安排，視同東加里曼丹省的一部分，相應選區的國會議員、地方代表理事會議員將代表努山達拉。
年滿17歲，以及未滿17歲，卻已結婚的印尼公民均擁有投票權。根據選委會在2023年7月2日公布的選民登記冊，合資格的選民人數為204,807,222人，其中國內選民203,056,748人，國外選民1,750,474人。
和上一屆選舉一樣，本屆立法選舉與總統選舉同步舉行。

## 選舉結果

### 投票結果

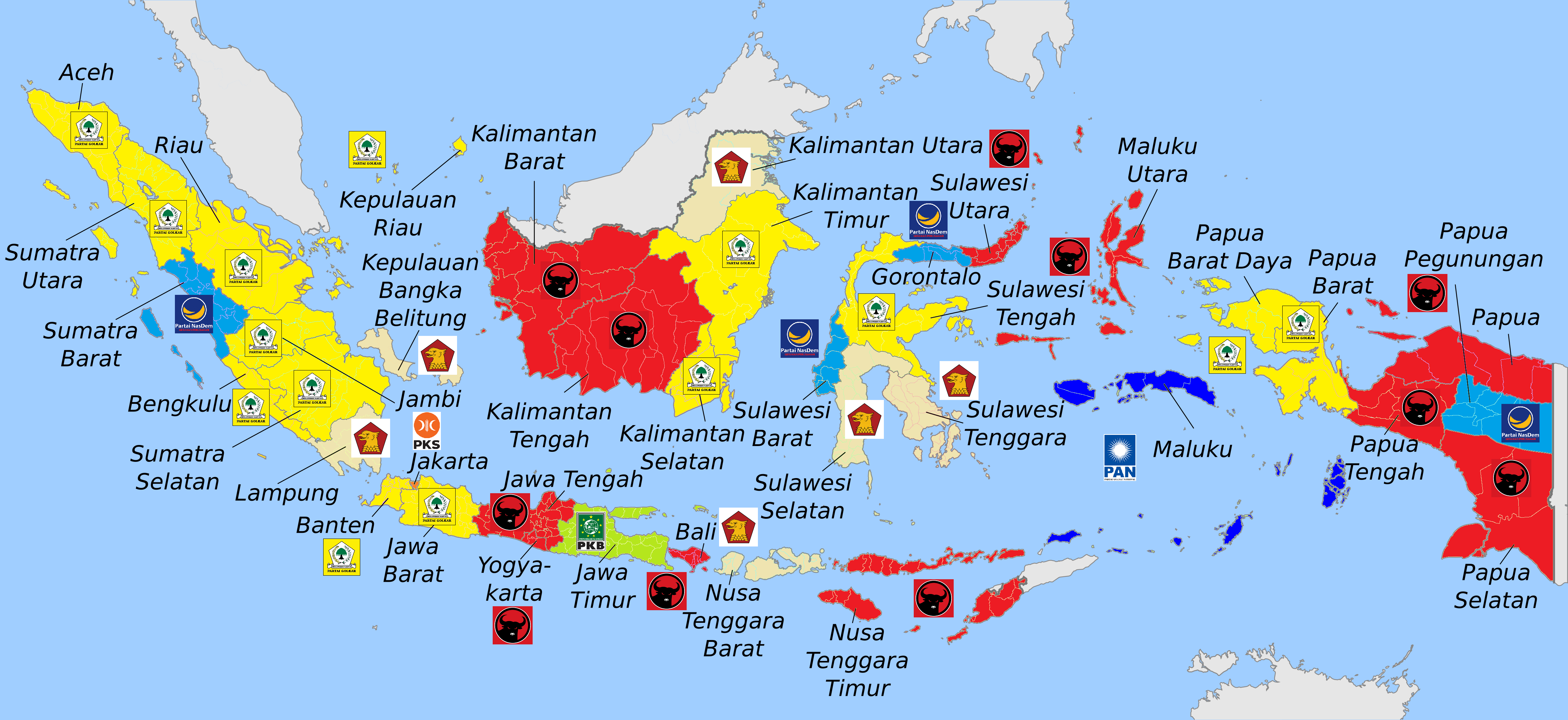
各省區的得票第一大黨

| 政党                             | 政党                   | 票数        | %      | +/–    | 席数 | +/– |
| -------------------------------- | ---------------------- | ----------- | ------ | ------ | ---- | --- |
|                                  | 印度尼西亞鬥爭派民主黨 | 25,384,673  | 16.72  | -2.61  | 110  | -18 |
|                                  | 專業集團黨             | 23,208,488  | 15.29  | +2.98  | 102  | +17 |
|                                  | 大印尼運動黨           | 20,071,345  | 13.22  | +0.65  | 86   | +8  |
|                                  | 國民民主黨             | 14,660,328  | 9.66   | +0.61  | 69   | +10 |
|                                  | 民族覺醒黨             | 16,115,358  | 10.62  | +0.93  | 68   | +10 |
|                                  | 繁榮公正黨             | 12,781,241  | 8.42   | +0.21  | 53   | +3  |
|                                  | 國民使命黨             | 10,984,639  | 7.24   | +0.40  | 48   | +4  |
|                                  | 民主黨                 | 11,283,053  | 7.43   | -0.34  | 44   | -10 |
|                                  | 建設統一黨             | 5,878,708   | 3.87   | -0.65  | 0    | -19 |
|                                  | 印度尼西亞團結黨       | 4,260,108   | 2.81   | +0.92  | 0    | 0   |
|                                  | 印度尼西亞統一黨       | 1,955,131   | 1.29   | -1.38  | 0    | 0   |
|                                  | 印度尼西亞人民浪潮黨   | 1,282,000   | 0.84   | 新政黨 | 0    | 0   |
|                                  | 民心黨                 | 1,094,639   | 0.72   | -0.82  | 0    | 0   |
|                                  | 工黨                   | 972,898     | 0.64   | 新政黨 | 0    | 0   |
|                                  | 烏瑪黨                 | 642,550     | 0.42   | 新政黨 | 0    | 0   |
|                                  | 星月黨                 | 484,487     | 0.32   | -0.47  | 0    | 0   |
|                                  | 印度尼西亞改革先鋒黨   | 406,884     | 0.27   | -0.23  | 0    | 0   |
|                                  | 努桑塔拉覺醒黨         | 326,803     | 0.22   | 新政黨 | 0    | 0   |
| 总共                             | 总共                   | 151,793,333 | 100.00 | –      | 580  | +5  |
|                                  |                        |             |        |        |      |     |
| 有效票数                         | 有效票数               | 151,793,333 | 90.53  |        |      |     |
| 无效及空白票数                   | 无效及空白票数         | 15,883,845  | 9.47   |        |      |     |
| 总票数                           | 总票数                 | 167,677,178 | 100.00 |        |      |     |
| 已登记选民／投票率               | 已登记选民／投票率     | 206,670,661 | 81.13  |        |      |     |
| 资料来源：印尼選委會、中央統計局 |                        |             |        |        |      |     |